# میکوئل پاررا
میکوئل پاررا (انگلیسی: Miquel Parera؛ زادهٔ ۱۸ مهٔ ۱۹۹۶) بازیکن فوتبال اهل اسپانیا است.
از باشگاه‌هایی که در آن بازی کرده‌است می‌توان به باشگاه ورزشی رئال مایورکا اشاره کرد.